# Birmingham Classic 2019
Birmingham Classic 2019 (також відомий під назвою Nature Valley Classic за назвою спонсора) — жіночий тенісний турнір, що проходив на відкритих кортах з трав'яним покриттям Edgbaston Priory Club у Бірмінгемі (Англія). Належав до серії Premier в рамках Туру WTA 2019. Відбувсь утридцятьвосьме і тривав з 17 до 23 червня 2019 року.

## Призові очки і гроші

### Розподіл очок
| Дисципліна       | П   | Ф   | ПФ  | ЧФ  | 1/8 | 1/161 | Q   | Q3  | Q2  | Q1  |
| Одиночний розряд | 470 | 305 | 185 | 100 | 55  | 1     | 25  | 18  | 13  | 1   |
| Парний розряд    | 470 | 305 | 185 | 100 | 1   | Н/Д   | Н/Д | Н/Д | Н/Д | Н/Д |

### Розподіл призових грошей
| Дисципліна       | П        | Ф       | ПФ      | ЧФ      | 1/8     | 1/16   | Q3     | Q2     | Q1     |
| Одиночний розряд | $163,085 | $86,840 | $46,345 | $24,880 | $13,311 | $6,398 | $3,791 | $2,021 | $1,122 |
| Парний розряд *  | $50,876  | $27,155 | $14,845 | $7,562  | $4,098  | Н/Д    | Н/Д    | Н/Д    | Н/Д    |

1Кваліфаєри отримують і призові гроші 1/16 фіналу.

*на пару

## Учасниці основної сітки в одиночному розряді

### Сіяні
| Країна          | Гравчиня          | Рейтинг1 | Сіяна |
| --------------- | ----------------- | -------- | ----- |
| Японія          | Наомі Осака       | 1        | 1     |
| Австралія       | Ешлі Барті        | 2        | 2     |
| Чехія           | Кароліна Плішкова | 3        | 3     |
| Україна         | Еліна Світоліна   | 7        | 4     |
| Білорусь        | Арина Соболенко   | 10       | 5     |
| КНР             | Ван Цян           | 15       | 6     |
| Велика Британія | Джоанна Конта     | 18       | 7     |
| Німеччина       | Юлія Гергес       | 19       | 8     |

- 1 Рейтинг подано станом на 10 червня 2019.

### Інші учасниці
Нижче наведено учасниць, які отримали вайлд-кард на участь в основній сітці:
- Гаррієт Дарт
- Кароліна Плішкова
- Гезер Вотсон
- Вінус Вільямс

Нижче наведено гравчинь, які пробились в основну сітку через стадію кваліфікації:
- Лорен Девіс
- Крістина Плішкова
- Іга Швйонтек
- Вікторія Томова

### Знялись з турніру
До початку турніру
- Б'янка Андрееску → її замінила  Юлія Путінцева
- Деніелл Коллінз → її замінила  Дженніфер Брейді
- Каміла Джорджі → її замінила  Євгенія Родіна
- Медісон Кіз → її замінила  Барбора Стрицова
- Петра Квітова → її замінила  Катерина Александрова
- Гарбінє Мугуруса → її замінила  Джоанна Конта
- Анастасія Павлюченкова → її замінила  Маргарита Гаспарян
- Карла Суарес Наварро → її замінила  Крістіна Младенович

## Учасниці основної сітки в парному розряді

### Сіяні
| Країна            | Гравчиня             | Країна     | Гравчиня         | Рейтинг1 | Сіяна |
| ----------------- | -------------------- | ---------- | ---------------- | -------- | ----- |
| Канада            | Габріела Дабровскі   | КНР        | Сюй Їфань        | 20       | 1     |
| Китайський Тайбей | Сє Шувей             | Чехія      | Барбора Стрицова | 22       | 2     |
| США               | Ніколь Мелічар       | Чехія      | Квета Пешке      | 27       | 3     |
| Німеччина         | Анна-Лена Гренефельд | Нідерланди | Демі Схюрс       | 34       | 4     |

- 1 Рейтинг подано станом на 10 червня 2019.

### Інші учасниці
Нижче наведено пари, які отримали вайлдкард на участь в основній сітці:
- Гаррієт Дарт /  Вінус Вільямс
- Sarah Beth Grey /  Еден Сілва

### Знялись з турніру
Під час турніру
- Ешлі Барті (травма правої руки)

### Завершили кар'єру
- Людмила Кіченок (травма правого плеча)

## Переможниці

### Одиночний розряд
- Ешлі Барті —  Юлія Гергес, 6–3, 7–5

### Парний розряд
Сє Шувей /  Барбора Стрицова —  Анна-Лена Гренефельд /  Демі Схюрс, 6–4, 6–7(4–7), [10–
8]